# Strzałkowo (gmina)
Pour les articles homonymes, voir Strzałkowo.
Strzałkowo est une gmina rurale du powiat de Słupca, Grande-Pologne, dans le centre-ouest de la Pologne. Son siège est le village de Strzałkowo, qui se situe environ 4 km à l'ouest de Słupca et 63 km à l'est de la capitale régionale Poznań.
La gmina couvre une superficie de 142,39 km2 pour une population de 10 344 habitants en 2016.

## Géographie
| - Plan de la gmina. - Position de la gmina sur la carte du powiat. |

La gmina inclut les villages et les localités de :
- Babin
- Babin-Olędry
- Bielawy
- Brudzewo
- Chwalibogowo
- Chwałkowice
- Ciosna
- Gonice Drugie
- Góry
- Graboszewo
- Janowo
- Janowo-Cegielnia
- Janowo-Olędry
- Katarzynowo
- Kokczyn Drugi
- Kokczyn Pierwszy
- Kornaty
- Kościanki
- Krępkowo
- Łężec
- Młodziejewice
- Ostrowo Kościelne
- Paruszewo
- Podkornaty
- Pospólno
- Radłowo
- Radłowo Leśne
- Rudy
- Sierakowo
- Skąpe
- Skarboszewo
- Słomczyce
- Staw
- Strzałkowo
- Szemborowo
- Unia
- Uścięcin
- Wólka

### Gminy voisines
La gmina de Strzałkowo est bordée :
- de la ville de :
  - Słupca
- des gminy de :
  - Kołaczkowo
  - Powidz
  - Słupca
  - Witkowo
  - Września

## Structure du terrain
D'après les données de 2015, la superficie de la commune de Strzałkowo est de 142,39 km2, répartis comme tel :
- terres agricoles : 81 %
- forêts : 10 %

La commune représente 16,99 % de la superficie du powiat.

## Démographie
Données du 31 décembre 2012 :
| Description        | Total  | Total | Femmes | Femmes | Hommes | Hommes |
| ------------------ | ------ | ----- | ------ | ------ | ------ | ------ |
| Unité              | Nombre | %     | Nombre | %      | Nombre | %      |
| population         | 10 232 | 100   | 5 057  | 49,4   | 5 175  | 50,6   |
| Densité (hab./km²) | 71     | 71    | 35     | 35     | 36     | 36     |